# Steinbach (Saalach)
Steinbach är ett vattendrag i Österrike, på gränsen till Tyskland. Det ligger i den centrala delen av landet, 280 km väster om huvudstaden Wien.
I omgivningarna runt Steinbach växer i huvudsak blandskog. Runt Steinbach är det ganska tätbefolkat, med 120 invånare per kvadratkilometer.